# La lengua popular
La lengua popular es el undécimo disco del artista argentino Andrés Calamaro como solista, y el primero de canciones totalmente inéditas desde su regreso en el año 2005. Producido por Cachorro López (su compañero en Los Abuelos de la Nada) y grabado íntegramente en Argentina, este disco compuesto por doce temas salió a la venta el 11 de septiembre de 2007.
La lengua popular aparece diez años después del disco Alta suciedad, y está ya considerado como uno de los mejores discos de Andrés Calamaro. Lo presentó los días 15 y 16 de diciembre de 2007 en el Club Ciudad de Buenos Aires, ante 70 000 espectadores. Con ese disco, Andrés ganó el premio Grammy Latino 2008 al mejor cantante de rock.

## Canciones
Todas las letras escritas por Andrés Calamaro, excepto donde se indique.
| N.º   | Título                                        | Música                                            | Duración |  |
| 1.    | «Los chicos»                                  | Andrés Calamaro                                   | 3:12     |  |
| 2.    | «Carnaval de Brasil»                          | Andrés Calamaro · Cachorro López                  | 4:10     |  |
| 3.    | «5 minutos más (Minibar)»                     | Andrés Calamaro · Cachorro López                  | 3:35     |  |
| 4.    | «Soy tuyo» (A. Calamaro/J. Sabina/M. Cantilo) | Andrés Calamaro · Joaquín Sabina · Miguel Cantilo | 3:15     |  |
| 5.    | «Mi gin tonic»                                | Andrés Calamaro · Cachorro López                  | 2:53     |  |
| 6.    | «La espuma de las orillas»                    | Andrés Calamaro · Cachorro López                  | 3:02     |  |
| 7.    | «Cada una de tus cosas»                       | Andrés Calamaro                                   | 3:29     |  |
| 8.    | «Comedor piquetero»                           | Andrés Calamaro                                   | 3:14     |  |
| 9.    | «Sexy & barrigón»                             | Andrés Calamaro · Cachorro López                  | 3:37     |  |
| 10.   | «De orgullo y de miedo»                       | Andrés Calamaro                                   | 3:38     |  |
| 11.   | «La mitad del amor»                           | Andrés Calamaro · Cachorro López                  | 3:45     |  |
| 12.   | «Mi Cobain (Superjoint)»                      | Andrés Calamaro                                   | 2:42     |  |
| 40:33 |                                               |                                                   |          |  |

## Videoclips
1. 5 Minutos Más (minibar) (2007)
2. Carnaval de Brasil (2007) (con Julieta Cardinali, Cachorro López, Vicentico, Leonor Benedetto, Mex Urtizberea, Cecilia Roth, Valeria Bertuccelli, y Jorge Lanata)
3. Los Chicos (2008)
4. Mi Gin Tonic (2008)

## Posicionamiento en listas
| Listas (2007)     | Mejor posición |
| ----------------- | -------------- |
| Argentina (CAPIF) | 1              |
| Uruguay (CUD)     | 1              |